# Nguyên soái Cộng hòa Nhân dân Trung Hoa
Nguyên soái Cộng hòa Nhân dân Trung Hoa (chữ Hán: 中華人民共和國元帥, Zhōnghuā Rénmín Gònghéguó Yuánshuài) là cấp bậc quân sự cao nhất trong lịch sử quân sự của nước Cộng hòa Nhân dân Trung Hoa. Được thành lập năm 1955, cấp bậc này lần đầu tiên và duy nhất cho đến thời điểm hiện tại được phong cho 10 quân nhân cao cấp của Quân Giải phóng Nhân dân Trung Quốc là Chu Đức, Bành Đức Hoài, Lâm Bưu, Lưu Bá Thừa, Hạ Long, Trần Nghị, La Vinh Hoàn, Từ Hướng Tiền, Nhiếp Vinh Trăn và Diệp Kiếm Anh. Vì vậy, 10 quân nhân này còn được mệnh danh là Khai quốc Nguyên soái hoặc Thập đại Nguyên soái tại Trung Quốc.

## Lược sử
Sau khi nước Cộng hòa Nhân dân Trung Hoa được thành lập, vấn đề chính quy hóa Quân Giải phóng Nhân dân Trung Quốc được đặt ra, bao gồm cả chế độ quân hàm. Tuy nhiên, không lâu sau, Chiến tranh Triều Tiên nổ ra, đề án chế độ quân hàm tạm đình chỉ.
Quá trình tham chiến của Chí nguyện quân Nhân dân Trung Quốc (mà thực chất chính là Giải phóng quân Nhân dân Trung Quốc) đã dần bộc lộ những bất cập trong việc không áp dụng chế độ quân hàm. Ví dụ, khi hiệp đồng tác chiến trên chiến trường, phía Triều Tiên áp dụng chế độ quân hàm, nhưng phía Trung Quốc lại không áp dụng, gây nhiều bất tiện trong mối quan hệ chỉ huy. Tháng 8 năm 1951, Bành Đức Hoài, Tư lệnh kiêm Chính ủy của Chí nguyện quân, đã gửi điện tín cho Mao Trạch Đông, nêu rõ việc thực hiện chế độ quân hàm là vấn đề rất cấp thiết. Do đó, tháng 10 cùng năm, Ủy ban Quân sự Trung ương Đảng Cộng sản Trung Quốc đã ra chỉ đạo toàn quân thực hiện công tác đánh giá cán bộ. Tháng 4 năm 1952, khi Bành Đức Hoài trở về Trung Quốc điều trị, Ủy ban Trung ương Đảng Cộng sản Trung Quốc quyết định để ông ở lại Bắc Kinh chủ trì công việc hàng ngày của Quân ủy, tập trung vào công tác cải cách quân đội bao gồm đánh giá cấp bậc sĩ quan và xây dựng hệ thống quân hàm. Tháng 11 năm 1952, chế độ quân hàm sơ bộ, mô phỏng hệ thống quân hàm Liên Xô thời bấy giờ, đã được trình lên Quân ủy Trung ương, bao gồm 6 bậc và 20 cấp. 
Tháng 2 năm 1955, Hội nghị lần thứ 6 của Thường ủy Nhân đại khóa I đã thông qua và công bố "Điều lệ phục vụ của quân nhân Giải phóng quân nhân dân Trung Quốc". Theo danh sách nhân sự dự kiến, Mao Trạch Đông được dự định đề xuất cấp bậc Đại nguyên soái Cộng hòa Nhân dân Trung Hoa, có vị thế tương đương Đại nguyên soái Liên Xô của Stalin. Cấp bậc tiếp theo là "Nguyên soái Cộng hòa Nhân dân Trung Hoa", dự kiến phong cho 11 Phó chủ tịch Quân ủy và 2 lãnh đạo cao cấp của nhà nước là Chu Ân Lai, Tổng lý Quốc vụ viện, và Lưu Thiếu Kỳ, Ủy viên trưởng Nhân đại. Mỗi nguyên soái được tặng thưởng Huân chương Bát Nhất hạng Nhất, Huân chương Độc lập Tự do hạng Nhất và Huân chương Giải phóng hạng Nhất, cũng như các chế độ chính sách tương đương lãnh đạo cao cấp của nhà nước. Tuy nhiên, Mao Trạch Đông đã nêu ý định từ chối cấp bậc Đại nguyên soái. Ông cũng nêu ý kiến chỉ những cán bộ vẫn đang phục vụ tại ngũ mới được phong quân hàm. Theo đó, Chu Ân Lai, Lưu Thiếu Kỳ, là 2 lãnh đạo cao cấp của nhà nước cũng từ chối nhận quân hàm Nguyên soái. Trường hợp đặc biệt là Đặng Tiểu Bình, đương kim Tổng tham mưu trưởng, cũng từ chối nhận quân hàm Nguyên soái, dù ông vẫn đang là cán bộ phục vụ tại ngũ. Riêng trường hợp Trần Nghị, tuy đã chuyển sang công tác nhà nước, nhưng vẫn được Chu Ân Lai kiên trì bảo lưu ý định phong quân hàm Nguyên soái. Do đó, số lượng nguyên soái thụ phong dự kiến là 10 người.
Ngày 23 tháng 9 năm 1955, Hội nghị lần thứ 22 của Thường ủy Nhân đại khóa I đã thông qua "Nghị quyết phong quân hàm Nguyên soái nước Cộng hòa nhân dân Trung Hoa". Ngày 27 tháng 9 năm 1955, đại lễ trao quân hàm và huân chương của Quân giải phóng nhân dân Trung Quốc được tổ chức tại Hoài Nhân Đường. Chủ tịch Mao Trạch Đông đã trao quân hàm nguyên soái và gắn huân chương cho bảy chỉ huy cao cấp ở Bắc Kinh, gồm Chu Đức, Bành Đức Hoài, Hạ Long, Trần Nghị, La Vinh Hoàn, Từ Hướng Tiền và Nhiếp Vinh Trăn. Hai người vắng mặt là Lâm Bưu đang chữa bệnh tại Thanh Đảo và Lưu Bá Thừa do bận việc tại Học viện Quân sự. Riêng Diệp Kiếm Anh do đang chủ trì công tác tập trận ở Liêu Đông, nên cấp dưới của ông đã thay mặt nhận quân phục nguyên soái. 
Cùng ngày, Quốc vụ viện Cộng hòa Nhân dân Trung Hoa tổ chức lễ phong quân hàm cấp tướng tại khán phòng Bộ Ngoại giao Trung Nam Hải. Theo đó có 10 đại tướng, 55 thượng tướng, 175 trung tướng và 798 thiếu tướng được thụ phong quân hàm.
Do ảnh hưởng của Cách mạng Văn hóa, ngày 1 tháng 5 năm 1965, Hội nghị lần thứ 9 của Thường ủy Nhân đại khóa III đã thông qua quyết định hủy bỏ hệ thống quân hàm của Quân Giải phóng Nhân dân Trung Quốc. Vào thời điểm này, trừ La Vinh Hoàn đã qua đời, 9 vị nguyên soái còn lại đều chịu ảnh hưởng của Cách mạng Văn hóa theo những cách khác nhau. Hạ Long và Bành Đức Hoài bị bức hại đến chết, Lâm Bưu bại lộ âm mưu đảo chính, bị rơi máy bay tử nạn trong khi đào tẩu. Sáu nguyên soái còn lại bị đàn áp chính trị ít nhiều khốc liệt. 
Việc bắt giữ Tứ nhân bang được xem như là mốc kết thúc Cách mạng Văn hóa, có sự tham gia tích cực của Diệp Kiếm Anh, cũng như sự ủng hộ của các nguyên soái còn sống, góp phần đưa Đặng Tiểu Bình lên đỉnh cao quyền lực. Tuy nhiên, chế độ quân hàm vẫn không được khôi phục. Mãi đến năm 1988, một hệ thống cấp bậc quân hàm mới của Quân Giải phóng Nhân dân Trung Quốc được ban hành, với cấp bậc cao nhất là Nhất cấp Thượng tướng, tương đương với cấp bậc Đại tướng cũ, dù vào thời điểm này vẫn còn 2 vị khai quốc nguyên soái là Từ Hướng Tiền và Nhiếp Vinh Trăn. Sau khi Nhiếp Vinh Trăn, vị nguyên soái cuối cùng qua đời vào năm 1992, cấp bậc Nguyên soái chính thức không tồn tại. Hai năm sau, năm 1994, cấp bậc Nhất cấp Thượng tướng cũng bị bãi bỏ, cấp bậc Thượng tướng trở thành cấp bậc cao nhất của Quân Giải phóng Nhân dân Trung Quốc cho đến tận ngày nay.

## Danh sách 10 vị Nguyên soái Cộng hòa Nhân dân Trung Hoa
| Thứ tự | Họ tên                 | Thời gian sống | Ảnh | Tuổi lúc thụ phong | Chức vụ lúc thụ phong                                                              | Ghi chú                                 |
| ------ | ---------------------- | -------------- | --- | ------------------ | ---------------------------------------------------------------------------------- | --------------------------------------- |
| 1      | Chu Đức 朱德           | 1886-1976      |     | 68 tuổi, 300 ngày  | Phó Chủ tịch nước Cộng hòa Nhân dân Trung Hoa                                      |                                         |
| 2      | Bành Đức Hoài 彭德怀   | 1898-1974      |     | 56 tuổi, 338 ngày  | Phó thủ tướng, kiêm Bộ trưởng Quốc phòng                                           | Bị bức hại chết trong Cách mạng Văn hóa |
| 3      | Lâm Bưu 林彪           | 1907-1971      |     | 47 tuổi, 296 ngày  | Phó thủ tướng                                                                      | Tử nạn máy bay trong khi đào tẩu        |
| 4      | Lưu Bá Thừa 刘伯承     | 1892-1986      |     | 62 tuổi, 297 ngày  | Phó chủ tịch Quân ủy Trung ương                                                    |                                         |
| 5      | Hạ Long 贺龙           | 1896-1969      |     | 59 tuổi, 189 ngày  | Phó thủ tướng Phó chủ tịch Quân ủy Trung ương                                      | Bị bức hại chết trong Cách mạng Văn hóa |
| 6      | Trần Nghị 陈毅         | 1901-1972      |     | 54 tuổi, 32 ngày   | Phó thủ tướng, kiêm Thị trưởng Thượng Hải                                          |                                         |
| 7      | La Vinh Hoàn 罗荣桓    | 1902-1963      |     | 52 tuổi, 305 ngày  | Phó chủ tịch Quốc hội Phó chủ tịch Quân ủy Trung ương Chủ nhiệm Tổng cục Chính trị |                                         |
| 8      | Từ Hướng Tiền 徐向前   | 1901-1990      |     | 53 tuổi, 323 ngày  | Phó chủ tịch Quân ủy Trung ương                                                    |                                         |
| 9      | Nhiếp Vinh Trăn 聂荣臻 | 1899-1992      |     | 55 tuổi, 272 ngày  | Phó chủ tịch Quân ủy Trung ương                                                    |                                         |
| 10     | Diệp Kiếm Anh 叶剑英   | 1897-1986      |     | 58 tuổi, 152 ngày  | Phó chủ tịch Chính hiệp Phó chủ tịch Quân ủy Trung ương                            |                                         |